# 西南野黄瓜
西南野黄瓜（学名：Cucumis sativus var. hardwickii）为葫芦科黄瓜属下的一个变种。

## 扩展阅读
- 維基物種上的相關：西南野黄瓜